# Willem Blaeu

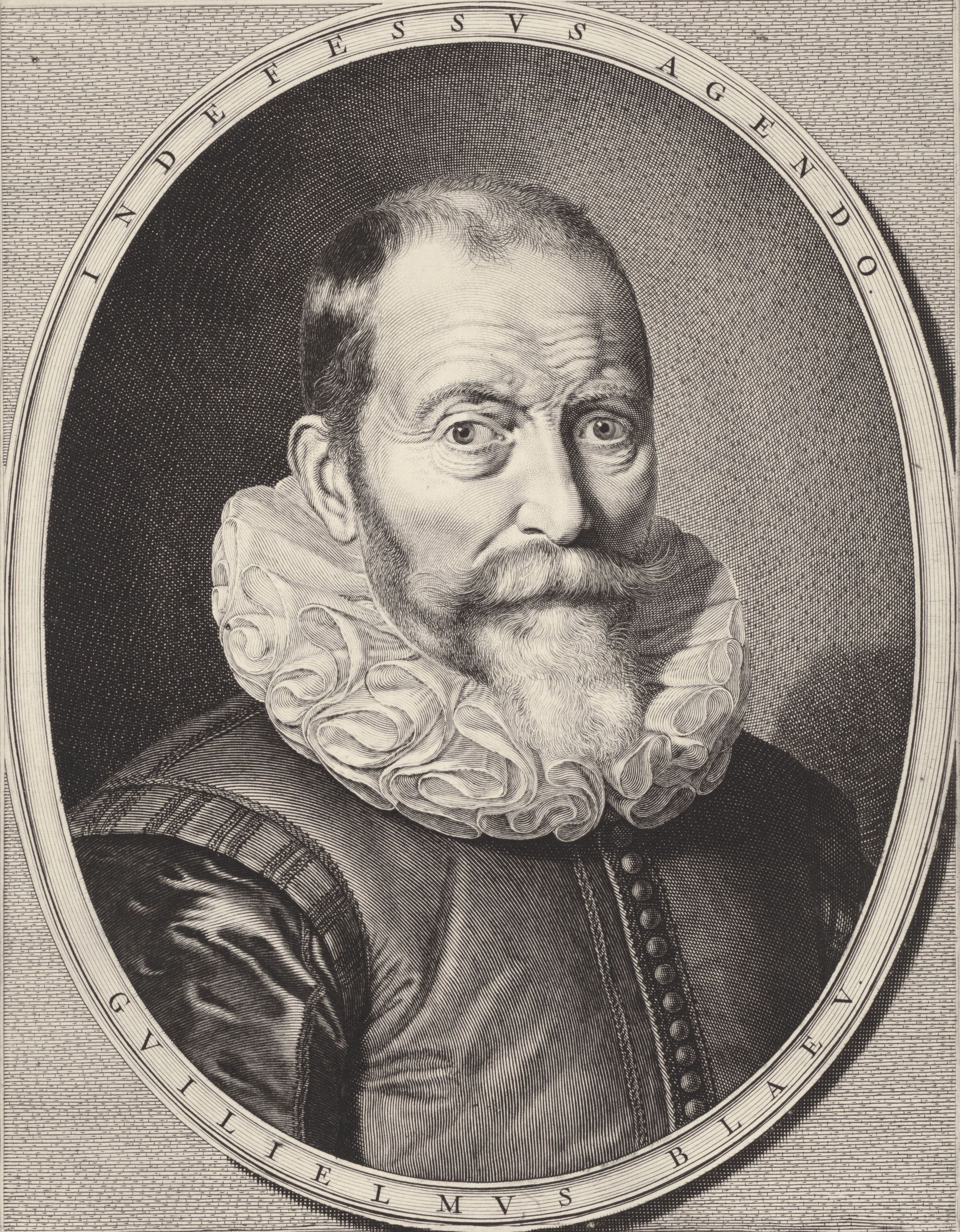
Willem J. Blaeu, Porträt von Jeremias Falck

Nova totius terrarum orbis geographica ac hydrographica tabula, Amsterdam 1635

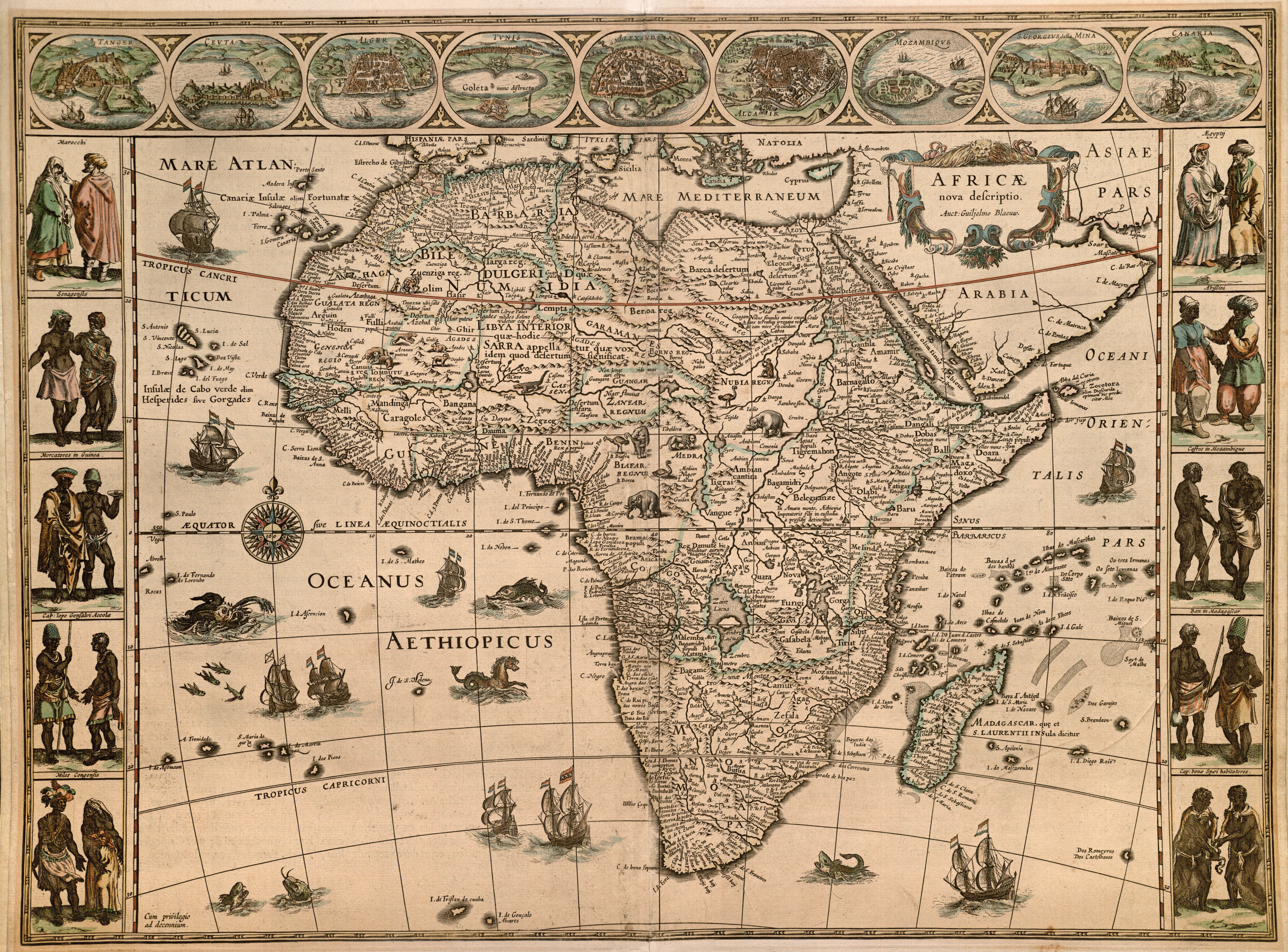
Africae Nova Descriptio, Amsterdam 1617

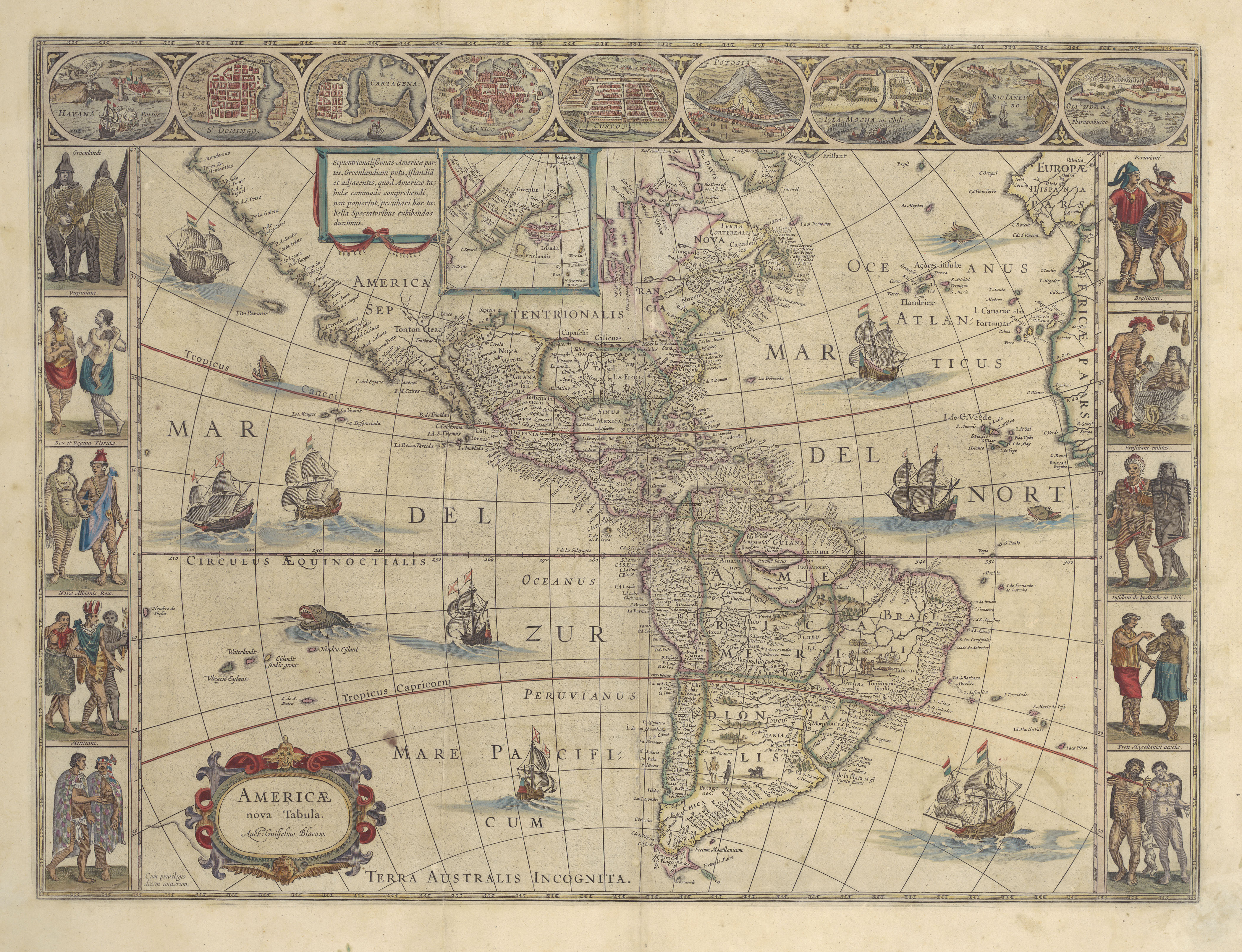
Americae Nova Tabula, Amsterdam 1614

Europa recens descripta à Guilielmo Blaeuw

Willem Janszoon Blaeu (niederländisch [ˈʋɪləm ˈjɑnsoːm ˈblʌu]; * 1571 in Alkmaar oder Uitgeest, Niederlande; † 21. Oktober 1638 in Amsterdam; auch Guilielmus Janssonius Caesius, Guiljelmus Blaeuw, Guilielmo Blaeuw, Willem Jansz, Willems Jans Zoon, Guilielmus oder G. Blaeu) war ein niederländischer Kartograf und Verleger.

## Leben
Blaeu wurde 1571 möglicherweise in Uitgeest bei Alkmaar geboren. Von 1594 bis 1596 lernte er die Astronomie und Kartographie bei Tycho Brahe. 1600 entdeckte er den veränderlichen Stern P Cygni. Um 1603 ließ er sich in Amsterdam nieder, wo er anfing, Erdgloben anzufertigen. Schon bald stellte er auch Land- und Seekarten her, darunter 1605 eine Weltkarte.
Im Jahr 1629 gelang es ihm, zahlreiche Druckplatten aus dem Nachlass von Jodocus Hondius zu erwerben. Diese dienten ihm zur Herausgabe eines eigenen Atlas. Von den anfänglich 60 Karten stammten 37 aus dem Hondius-Nachlass. Auf allen Druckplatten wurde der Name Hondius durch Blaeu ersetzt.
Im Jahr 1633 ernannte man ihn zum kaartenmaker van de Republiek, und er wurde damit offizieller Kartograph für die Niederländische Ostindien-Kompanie (VOC). Er schuf ein umfangreiches Kartenwerk und gab auch Arbeiten von Willebrord van Roijen Snell (Snellius), Adriaan Metius, Gerhard Johannes Vossius und Pieter Corneliszoon Hooft heraus.
Er starb 1638 in Amsterdam.
Sein Sohn Joan Blaeu (1596–1673) setzte seinen Betrieb fort. Nach der Vernichtung der Werkstatt im Amsterdamer Brand von 1672 und dem Tode Joan Blaeus im darauffolgenden Jahr wurde der von Willem Blaeu gegründete Verlag 1698 schließlich aufgelöst.
Willem Janszoon Blaeu ist nicht mit dem holländischen Seefahrer Willem Janszoon zu verwechseln, der zur selben Zeit lebte.

## Werke

### Atlas
- Novus Atlas, Das ist Weltbeschreibung / mit schönen newen außführlichen Land-Taffeln in Kupffer gestochen und an den Tag gegeben durch Guil. und Iohannem Blaeu. Blaeu, Amsterdami 1641/42
  - Band 2 (Digitalisat)

- Novus Atlas, das ist Weltbeschreibung : mit schönen newen außführlichen Land-Taffeln / in Kupffer gestochen und an den Tag gegeben durch Guil. und Iohannem Blaeu Amsterdami : Apud Iohannem Guiljelmi F. Blaeu 1646-1655
  - Band [1,1] (Digitalisat)
  - Band 1,2 (Digitalisat)
  - Band 2,1 (Digitalisat)
  - Band 2,2 (Digitalisat)
  - Band 3 (Digitalisat)
  - Band 4 (Digitalisat)
  - Band [5] (Digitalisat)
  - Band 6 (Digitalisat)

- Le Theâtre du monde ou Nouvel Atlas : contenant les chartes et descriptions de tous les Païs de la terre / mis en lumière par Guillaume et Iean Blaeu Amsterdam : Apud Iohannem Guiljelmi F. Blaeu, 1643-
  - Band 1,1 (Digitalisat)
  - Band 1,2 (Digitalisat)

### Globen
Belegt für das Jahr 1602 ist ein jeweils durch ihn gefertigter Erd- und Himmels-Globus, einen Fuß im Durchmesser durch die ab dem 2. Februar 1829 durch den Auktionator und Buchhändler I. L. Schmidmer (1779–1831) in Nürnberg durchgeführte Auktion aus der Büchersammlung des in Nürnberg 1828 verstorbenen Rektors Hoffmann.